# Горишкий Врх
Горишкий Врх (словен. Goriški Vrh) — поселення в общині Дравоград, Регіон Корошка, Словенія. Висота над рівнем моря: 1005,9 м.